# Ричардс, Джесси
Джесси Ричардс (англ. Jesse Richards; род. 17 июля 1975 года) ― американский художник, кинорежиссёр и фотограф. В течение долгого периода времени был ассоциирован с международным художественным движением стакистов. Был охарактеризован как «одно из самых провокационных имён в американской андеграундной культуре» и как «отец ремодернистского кино».

## Биография
Джесси Ричардс родился в городе Нью-Хейвен, штат Коннектикут. В подростковом возрасте хотел стать лесником, хотя параллельно уже тогда серьёзно интересовался кинематографом и снимал свои любительские фильмы. Изучал кинопроизводство в Школе изобразительных искусств в Нью-Йорке, которую, однако, покинул после нервного срыва. Поставил на сцене ряд пьес для театральной труппы Нью-Хейвена, в том числе «Гамлет» и «Оглянись во гневе», а также снимал короткометражные романтические и панк- фильмы.
В 1999 году Ричардс был арестован по подозрению в совершении поджога, уничтожении имущества и хулиганства. Однако обвинения были вскоре сняты и он приступил к рисованию.
Ричардс присоединился к художественному движению стакистов в 2001 году и в следующем году основал галерею, которая стала первым центром движения в Соединённых Штатах; он также принимал живое участие в организации различных представлений в ней. Центр открыл свои двери шоу под названием «Мы просто хотим показать эти грёбаные картины».
В 2003 году у здания Федерального суда Нью-Хейвена  состоялось антивоенный перформанс «клоунский суд над президентом Бушем» дабы очередной раз обратить внимание общественности на тот факт, что война в Ираке не пользуется поддержкой Организации Объединенных Наций. В мероприятие приняли участие стакисты, одетые в костюмы клоунов. Во главе акции стояли Ричардс, Николас Уотсон и Тони Джулиано. Один из участников был общественным защитником от штата Коннектикут.
Одновременно в центр стакистов прошла выставка «Война с Бушем», в которой были представлены работы из Бразилии, Австралии, Германии и Великобритании. В Лондоне представители движения организовали зеркальную выставку «Война с Блэром».
Также в 2003 году Ричардс представил свои работы на выставке Stuck in Wednesbury в картинной галерее Веднесбери и  на выставке The Stuckists Summer Show в Международной галерее стакизма в Лондоне.
В 2004 году Ричардс был одним из восьми художников в секции «International Stuckists» на выставке The Stuckists Punk Victorian в Художественной галерее Уокера во время проведения Ливерпульской биеннале.
Ричардс покинул движение стакистов в 2006 году.